# Jairo Rivera

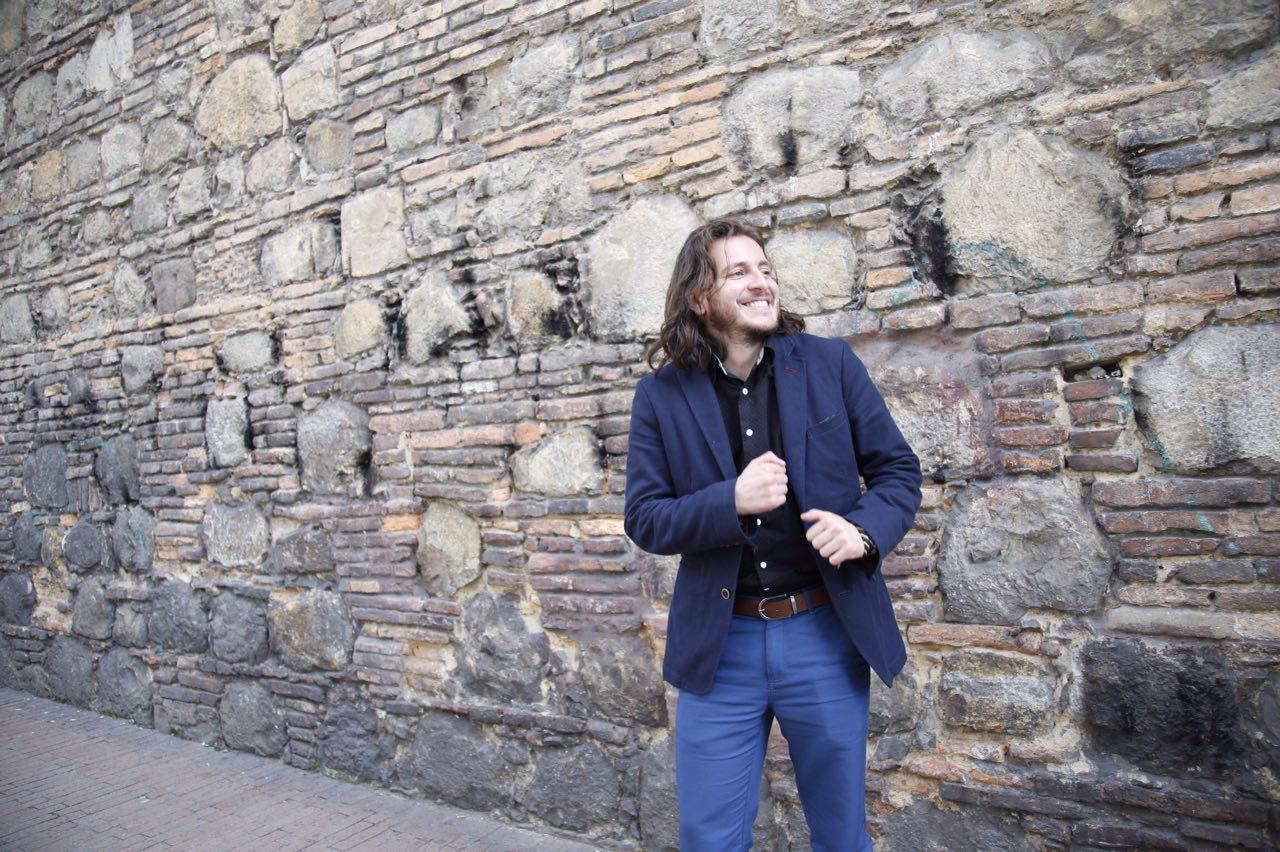
Jairo Rivera, integrante de Voces de Paz y Reconciliación en la Cámara Baja de Colombia.

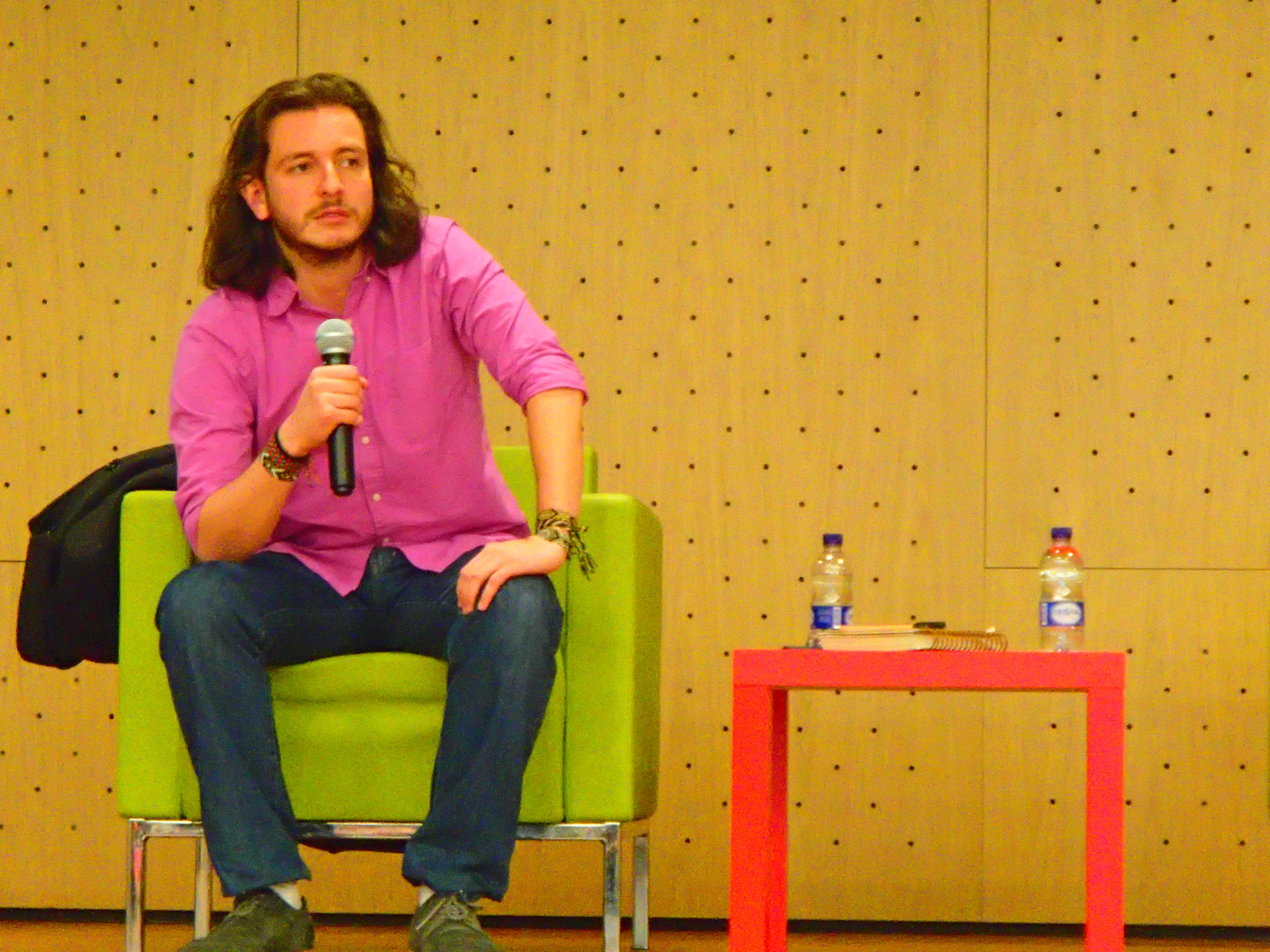
Jairo Rivera, exponiendo sobre la Paz en Colombia en la Universidad Nacional, en marzo de 2017.

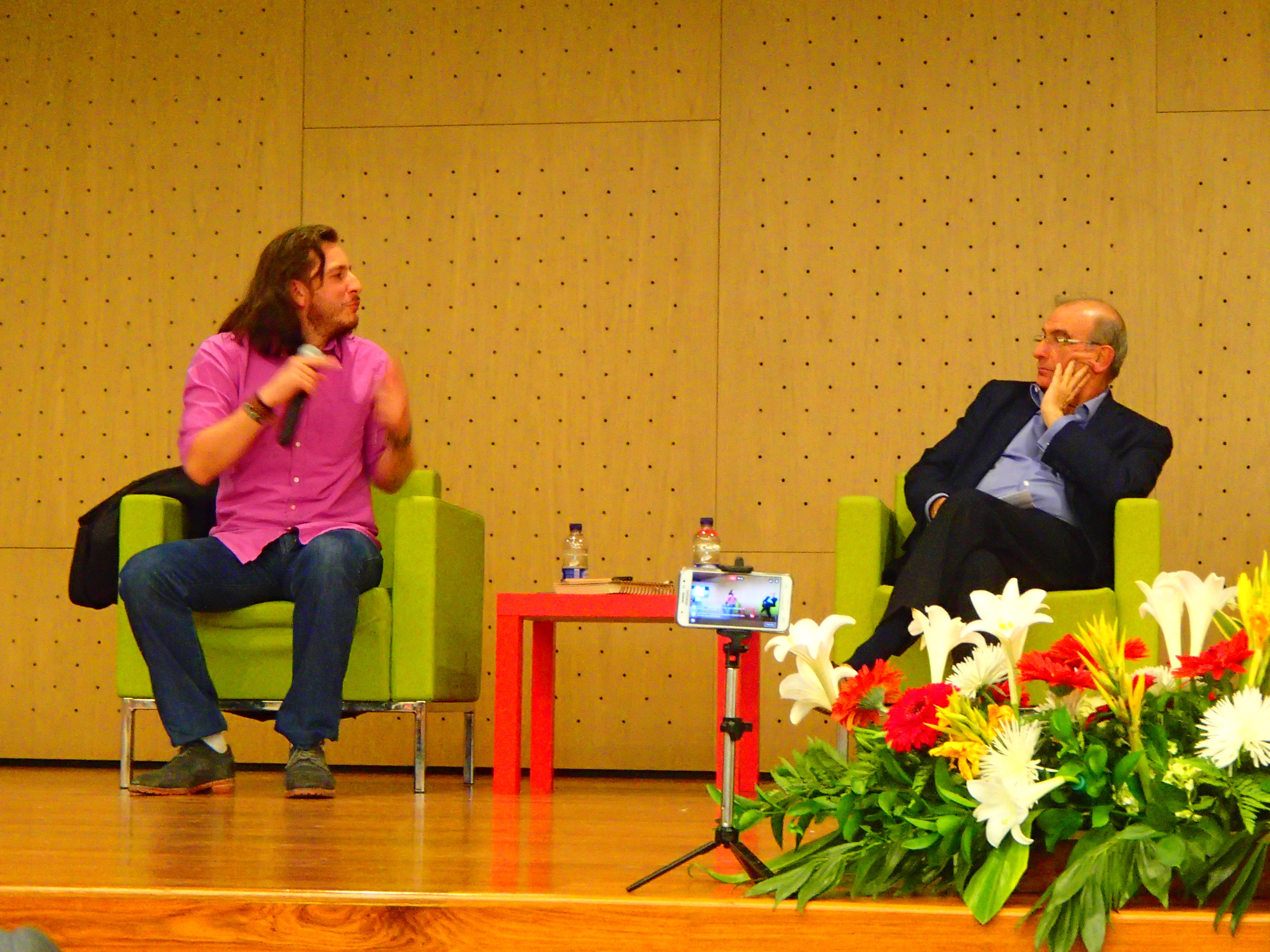
Jairo Rivera, disertando junto a Humberto De la Calle

Jairo Andrés Rivera Henker (Ibagué, 19 de abril de 1989) es un politólogo, docente, activista social, y político colombiano, integrante del movimiento Voces de Paz. En 2011, como líder estudiantil de la Universidad Nacional de Colombia, cobró notoriedad al oponerse a la reforma de la educación superior que propuso el gobierno de Juan Manuel Santos Fue vocero nacional de la Mesa Amplia Nacional Estudiantil, MANE. En 2012 fue designado como vocero nacional del Movimiento Político y Social Marcha Patriótica. En diciembre de 2016, fue escogido como uno de los seis integrantes de Voces de Paz y Reconciliación, una iniciativa ciudadana que tiene asiento en el Congreso de Colombia para acompañar la implementación del Acuerdo de Paz con las FARC-EP. [cita requerida]

## Biografía
Nacido en Ibagué, hijo de una odontóloga y un padre escritor y ensayista, Jairo Rivera se mudó a Bogotá en 2006, a los 16 años, tras graduarse en el colegio Champagnat de Ibagué. Luego de terminar el bachillerato, comenzó a cursar Ciencia Política en la Universidad Nacional de Colombia (UNAL), desde donde cobró notoriedad por su condición de líder estudiantil. En 2011, encabezó la lucha de los universitarios contra la Ley 30, propuesta por el gobierno de Juan Manuel Santos, que abría la puerta al capital privado para instalarse en la universidad pública.[cita requerida]
Como integrante y vocero nacional de la Mesa Amplia Nacional Estudiantil (MANE), fue uno de los encargados de convocar a las manifestaciones contra la reforma educativa. Estas protestas tomaron relevancia por su modalidad: llamadas “besatones” y “abrazatones”, consistían en que los asistentes a las marchas se besasen y abrazasen al tiempo que reivindicaban sus reclamos. El 11 de noviembre de ese año, la ley de reforma fue retirada del trámite legislativo, lo que fue considerado un triunfo estudiantil.[cita requerida]
Luego del éxito de la protesta, la MANE, así como también Rivera, se centraron en las labores internas dentro de la universidad, lo que los alejó, a él y al movimiento, de la repercusión mediática. Graduado como politólogo, en 2016 completó un maestrado en Estudios Políticos Latinoamericanos en la UNAL. 
Además de su labor política y en la docencia, así como su rol de activista, Rivera es fanático de la música y la escritura. Le gusta el rock en español y de los setenta y ochenta de Estados Unidos, y además las composiciones de Jorge Villamil, ícono de la música colombiana. También compone sus propias canciones y escribe poesías, crónicas y relatos, particularmente sobre el conflicto armado en Colombia y sus secuelas. Su perfil de Twitter es uno de los que más seguidores posee de entre los representantes de la juventud en la política colombiana.

## Integrante de Voces de Paz y Reconciliación
El 24 de noviembre de 2016, el Comandante en Jefe de las FARC-EP, Rodrigo Londoño Echeverri, alias “Timochenko”, firmó, en nombre de la guerrilla, el Acuerdo Final de Paz con Juan Manuel Santos, presidente de Colombia, para culminar el conflicto bélico en Colombia. El punto tres del acuerdo, atinente a las “Garantías para el nuevo partido o movimiento político” de la guerrilla, generó las condiciones para el nacimiento de la agrupación Voces de Paz y Reconciliación, que, según lo pactado, debía tener asiento en el Congreso para acompañar la implementación del acuerdo.
Junto a Imelda Daza y Francisco Toloza, Jairo Rivera fue elegido como representante de la organización en la Cámara Baja, con voz pero sin voto. Actualmente, se encuentra desempeñando esa labor.
El 15 de diciembre de 2016, en entrevista con la revista “Semana”, manifestó: “Mucha de la gente que participa en la política, bien sean partidos, movimientos ciudadanos como yo, vemos en el acuerdo una posibilidad de realizar ciertas transformaciones políticas importantes para un proceso de modernización del país”.
En otra entrevista, con el sitio "Cartel Urbano" el 20 de enero de 2017, expresó: "El paso por la Universidad Nacional me transformó en el sujeto político que soy hoy y me dibujó la perspectiva con la que trabajo. Si fuera una persona sería mi mamá, que es la mayor influencia de mi vida, y si fuera un referente político diría que Jaime Garzón, quien inició un proyecto que los jóvenes tenemos que continuar y que no hemos podido sacar adelante: hacer de la política algo serio pero de lo que nos podamos reír, y algo por lo cual podamos alegrarnos sin perder la vida".